# 大館能代機場
大館能代機場（日语：／ Ōdate Noshiro kūkō */?）位於秋田縣北秋田市，根據日本空港整備法被分成第三種機場。

## 航空官制
| 種類 | 頻率               |
| ---- | ------------------ |
| RDO  | 118.75MHz,126.2MHz |

## 航空無線保安設施
| 局名     | 識別信號 | 頻率(MHz) | 頻率(MHz) |
| 局名     | 識別信號 | VOR       | DME       |
| 大館能代 | ODE      | 114.75    | 1055      |

## 航空公司與航點
| 航空公司         | 目的地    |
| ---------------- | --------- |
| 全日本空輸（NH） | 東京/羽田 |

## 如何前往

### 巴士
- 秋北巴士
  - 由大館站出發經鷹巢站往大館能代機場。
  - 由能代巴士站出發經能代站、東能代站、二井站往大館能代機場。
- 第一觀光巴士
  - 往白神山地(夏季)。

### 鐵路
- 秋田內陸縱貫鐵道秋田内陸線
  - 繩文小田站(步行30分鐘)

## 外部連結
- 大館能代機場 （页面存档备份，存于）（日語）